# Strażnica WOP Szlachtowa
Strażnica Wojsk Ochrony Pogranicza Szczawnica/Szlachtowa – nieistniejący obecnie podstawowy pododdział graniczny Wojsk Ochrony Pogranicza pełniący służbę ochronną na granicy polsko-czechosłowackiej.
Strażnica Straży Granicznej w Szlachtowej/Szczawnicy – nieistniejąca obecnie graniczna jednostka organizacyjna polskiej straży granicznej realizująca zadania bezpośrednio w ochronie granicy państwowej ze Słowacją.

## Formowanie i zmiany organizacyjne
Strażnica została sformowana w 1945 w strukturze 40 komendy odcinka jako 184 strażnica WOP (Szczawnica) o stanie 56 żołnierzy. Kierownictwo strażnicy stanowili: komendant strażnicy, zastępca komendanta do spraw polityczno-wychowawczych i zastępca do spraw zwiadu. Strażnica składała się z dwóch drużyn strzeleckich, drużyny fizylierów, drużyny łączności i gospodarczej. Etat przewidywał także instruktora do tresury psów służbowych oraz instruktora sanitarnego.
W związku z reorganizacją oddziałów WOP w 1948, strażnica podporządkowana została dowódcy 49 batalionu OP. Stacjonowała w Szlachtowej.
Od 15 marca 1954 wprowadzono nową numerację strażnic, a strażnica WOP Szlachtowa II kategorii otrzymała nr 187
W 1956 rozpoczęto numerowanie strażnic na poziomie brygady. Strażnica II kategorii Szlachtowa była 1. w 3 Brygadzie Wojsk Ochrony Pogranicza.
1 stycznia 1964 placówka WOP Szlachtowa posiadała nr 15 i była kategorii II.
Straż Graniczna:
Z dniem 16 maja 1991 przejęta przez Karpacki Oddział Straży Granicznej i przyjęła nazwę Strażnica Straży Granicznej w Szlachtowej, a w 2001 została przemianowana na Strażnicę Straży Granicznej w Szczawnicy  i funkcjonowała do 23 sierpnia 2005 kiedy to została przekształcona w Placówkę Straży Granicznej w Szczawnicy.

## Ochrona granicy
Strażnice sąsiednie:
- 183 strażnica WOP Piwniczna ⇔ 185 strażnica WOP Niedzica – 1946

## Dowódcy strażnicy
- chor. Wenecjusz Zieliński (1952–?)
- mjr Tadeusz Gizicki[12].